# Bahnhof Deuten
Deuten ist eine Betriebsstelle im Stadtteil Deuten der nordrhein-westfälischen Stadt Dorsten. Der Haltepunkt liegt in Höhe der Kreuzung der Strecke Gelsenkirchen-Bismarck – Winterswijk mit der Bundesstraße 58 und wird im Personennah- und Militärverkehr bedient.

## Lage und Aufbau

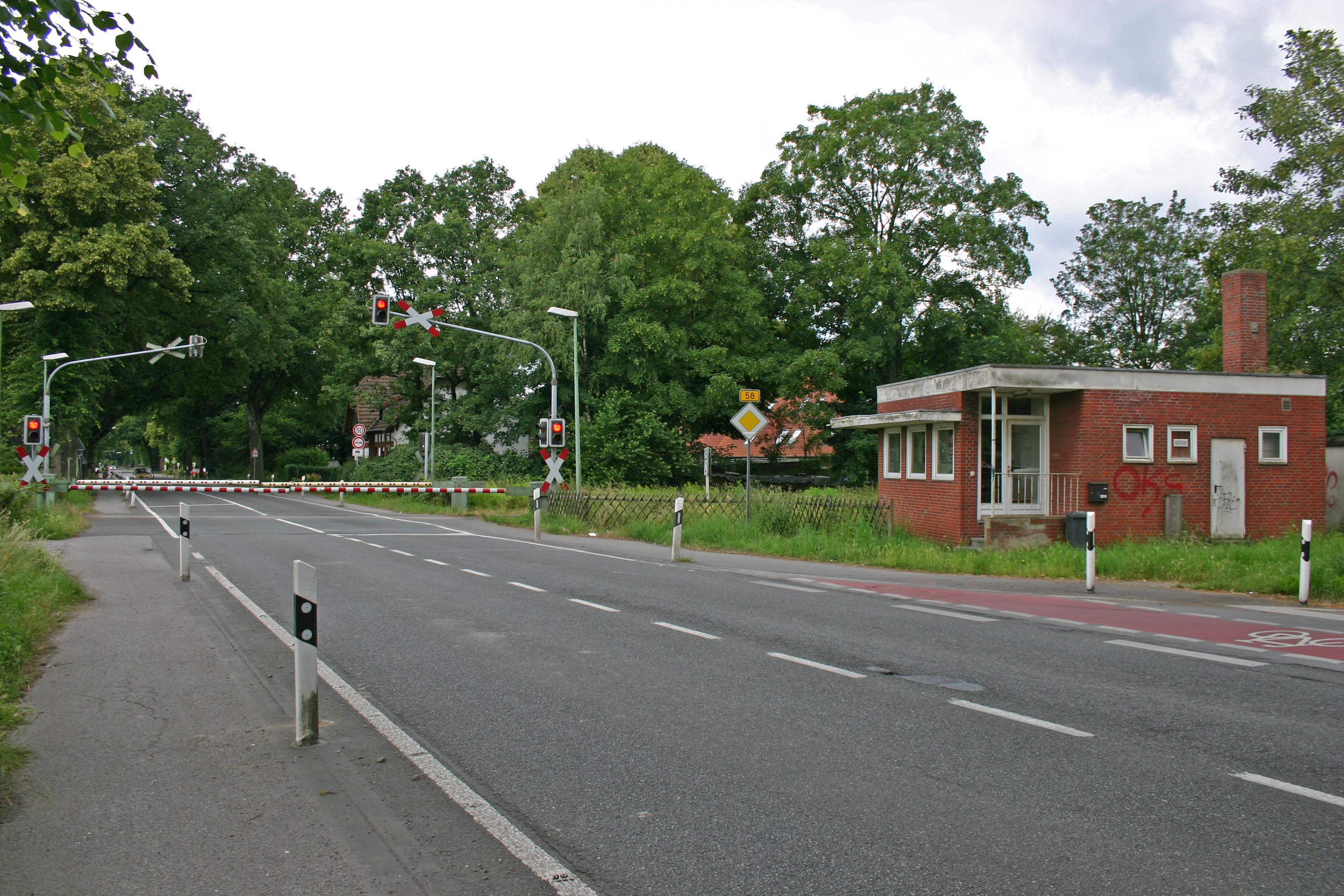
Bahnübergang B 58 und Stellwerk Df, 2014

Der Haltepunkt befindet sich in Kilometer 25,3 der VzG-Strecke 2236 (Gelsenkirchen-Bismarck – Borken (Westf) [– Borken Grenze – Winterswijk]). Die südliche Bahnhofsgrenze lag am Einfahrsignal A in Kilometer 25,0; die nördliche Bahnhofsgrenze am Einfahrsignal F in Kilometer 26,2. Das Ausfahrsignal P1 in Fahrtrichtung Dorsten stand in Kilometer 25,3, das Ausfahrsignal N1 der Gegenrichtung in Kilometer 25,8. Der Haltepunkt verfügt über ein durchgehendes Hauptgleis mit einem 38 Zentimeter hohen und 128 Meter langen Bahnsteig.
Am südlichen Bahnhofskopf zweigt ein Anschlussgleis zum Munitionshauptdepot Wulfen (Muna Wulfen) der Bundeswehr ab. Das Hauptgleis ist über eine Schutzweiche gegenüber gefährdenden Fahrzeugbewegungen auf dem Anschlussgleis gesichert. Das Gleisnetz der Muna selbst umfasst eine Gesamtlänge von rund 15 Kilometern.
Der Haltepunkt verfügt aktuell über kein Empfangsgebäude. Der Zugang erfolgt ebenerdig von der Weseler Straße (B 58) und vom Lasthausener Weg, der parallel zur Strecke verläuft. Die Bedienung und Überwachung der signaltechnischen Einrichtungen übernahm das Stellwerk Df in Höhe des Bahnübergangs. Von hier aus wurden neben dem Bahnübergang B 58 zwei weitere Bahnübergänge bedient, einer davon als Anrufschranke. Am Nordkopf steht ein weiteres Stellwerk; dieses wurde bis 2006 vom Fahrdienstleiter genutzt. Das seither genutzte Stellwerk war bis dato der Arbeitsplatz des Weichenwärters.

## Geschichte
Die im Jahr 1880 eröffnete Strecke der Niederländisch-Westfälischen Eisenbahn-Gesellschaft führte zunächst ohne Halt an Deuten vorbei. 1889 übernahmen die Preußischen Staatseisenbahnen den deutschen Streckenabschnitt und übertrugen die Betriebsführung an die Königliche Eisenbahn-Direction (KED) Cöln rechtsrheinisch. Ab 1895 lag die Strecke innerhalb des Gebietes der KED Essen.
Die KED Essen veranlasste im Jahr 1901 die Einrichtung eines Betriebsbahnhofs für Zugkreuzungen, um die Kapazität der eingleisigen Hauptbahn zu steigern. Die Kreuzungsstelle ermöglichte die Begegnung von bis zu 600 Meter langen Zügen. Die Deutener Bürger wünschten alsbald die Erweiterung des Betriebsbahnhofs um eine Ladestelle sowie eines Bahnsteigs für den Personen- und Güterverkehr. Am 7. Februar 1906 fand schließlich unter Anwesenheit von Vertretern der Eisenbahn-Direction und des Amtsmanns von Wulfen eine Ortsbegehung statt. Die Verantwortlichen einigten sich auf eine Verlegung der Betriebsstelle zur Chaussee von Schermbeck nach Wulfen hin und deren Erweiterung zur Haltestelle. Das benötigte Gelände stellte die Gemeinde Wulfen, zu der Deuten damals gehörte, unentgeltlich zur Verfügung. Die Ladestelle für den Milchversand konnte am 1. Mai 1908 in Betrieb gehen, zwei Monate darauf hielt am 1. Juli 1908 der erste Personenzug. Der Bahnhof verfügte anfangs über kein örtliches Personal, die Zugaufsicht übernahm daher der jeweilige Zugführer. Als Empfangsgebäude diente ein kleiner eingeschossiger Fachwerkbau.

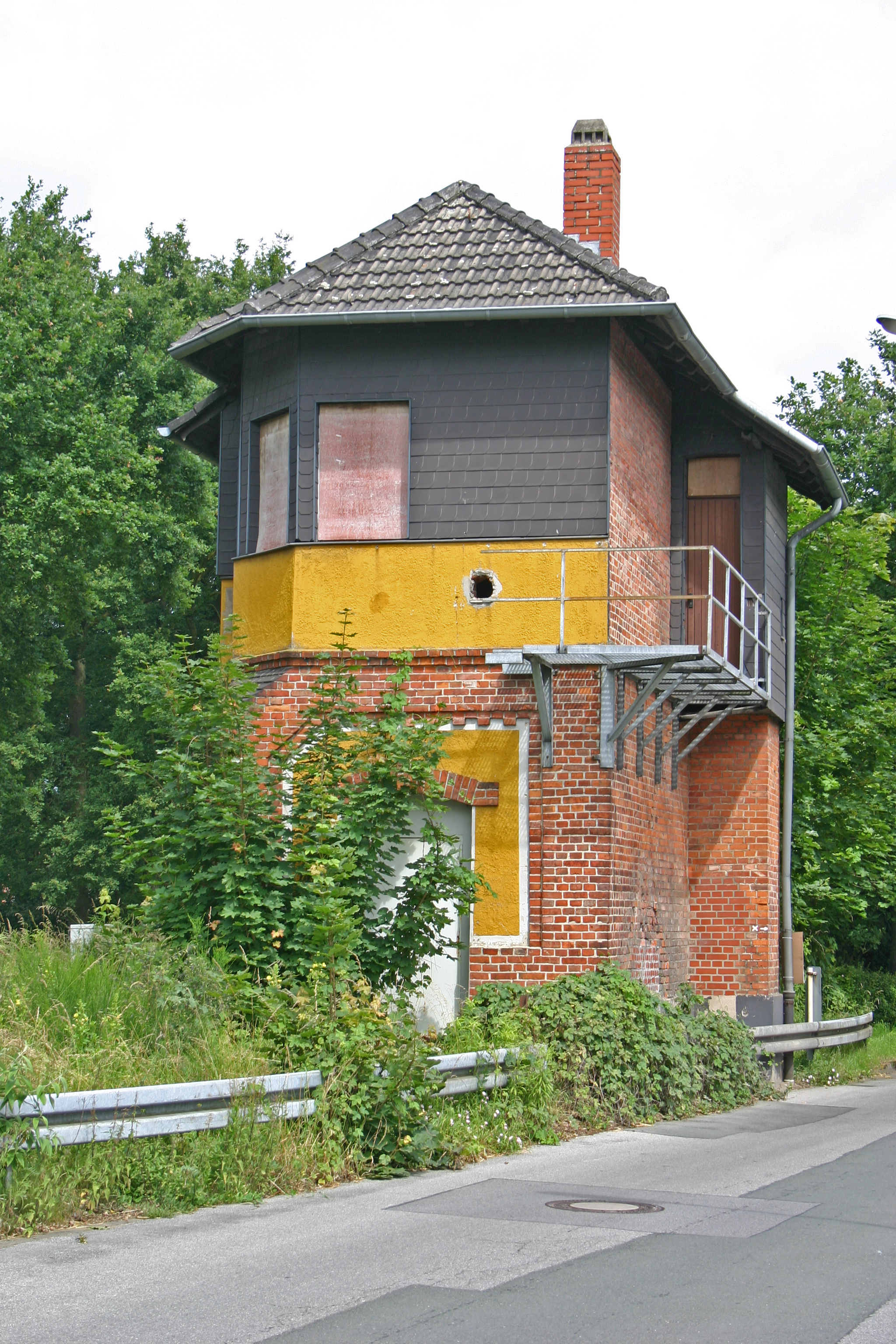
Ehemaliges Befehlsstellwerk Df, 2014

Etwa ein Jahr darauf ging am Nordkopf das Befehlsstellwerk Df (Deuten Fahrdienstleiter) in Betrieb. Ein Jahr darauf folgte das Wärterstellwerk Dw (Deuten Weichenwärter) an der Chaussee Schermbeck – Wulfen. Letzteres war im Empfangsgebäude untergebracht. Beide Stellwerke verfügten über eine mechanische Hebelbank Bauart Scheidt & Bachmann.
Vor dem Ersten Weltkrieg kaufte die Bergwerksgesellschaft Auguste Victoria mehrere Grundstücke für eine geplante Zeche nordwestlich von Deuten auf. Die Pläne sahen vor, das Bergwerk mit einer Anschlussbahn von Deuten aus anzubinden. Westlich der bestehenden Gleisanlagen war hierzu ein sechsgleisiger Übergabebahnhof vorgesehen. Ferner sollte die Strecke zwischen Deuten und dem südlichen Nachbarbahnhof Hervest-Dorsten das zweite Streckengleis erhalten. Infolge des Kriegsausbruchs 1914 kam das Vorhaben nicht zur Umsetzung. Unabhängig von diesem Vorhaben entstand vermutlich noch 1914 ein zweigleisiger Übergabebahnhof, über den Grubenholz aus den umliegenden Wäldern und Kies von der Kiesgrube Freudenberg abgefahren wurde. Die Kiesgrube war über eine schmalspurige Lorenbahn, die parallel zur Chaussee verlief, mit dem Bahnhof verbunden. An Gleis 5 führte die Bahn auf eine Rampe, sodass die Güterwagen von oben her beladen werden konnten.
Am 15. Oktober 1931 ging in Deuten die Güterabfertigung in Betrieb. Sie wurde in einem ausrangierten Güterwagen untergebracht, der an das Empfangsgebäude angebaut wurde, hierzu war zuvor eine Wand entfernt worden. Da dadurch die Sicht auf die Chaussee behindert wurde, musste die Schrankenkurbel aus dem Gebäude heraus in eine separate Wellblechbude ausgelagert werden. Diese wurde als Posten 14a bezeichnet.
Im Jahr 1938 entstand südwestlich des Bahnhofs die Heeresmunitionsanstalt Wulfen (Muna), ein Munitionsdepot der Wehrmacht. Von Deuten führte ein Anschlussgleis in dieses Depot. Am 25. Februar 1945 wurde bei einem alliierten Luftangriff ein dort stationierter Transportzug getroffen. Drei Tage zuvor wurde der Streckenabschnitt nördlich von Deuten durch Sprengbomben leicht beschädigt. Nach Kriegsende übernahm die britische Besatzungsmacht das Gelände. Zur Anbindung der Muna ging 1948 eine zweite Güterabfertigung für das Depot in Betrieb. Diese befand sich ebenfalls in einem ehemaligen Güterwagen.
Seit Mitte der 1950er Jahre zeichnete sich ein starker Rückgang des Güterverkehrs auf der Schiene ab. Etwa Anfang 1963 kam es zu einem Brand im Empfangsgebäude, bei dem auch das Hauptbuch des Bahnhofs vernichtet wurde. Die Bundesbahndirektion Essen vermutete hieraufhin Brandstiftung als Ursache und leitete sogleich ein Disziplinarverfahren ein – wie sich später herausstellte, war ein überhitzter Kanonenofen Schuld an dem Feuer. Den Vorfall nutzte die Direktion außerdem dazu, die Güterabfertigung in Deuten zum 1. Februar 1963 zu schließen. Die beschädigten Räumlichkeiten im Empfangsgebäude blieben hingegen bestehen, die durch das Disziplinarverfahren eingeschüchterten Eisenbahner verzichteten ihrerseits auf eine Forderung nach Renovierung des Gebäudes. Erst 1978 wurde das Wärterstellwerk Dw durch einen Neubau ersetzt – Posten 14a entfiel hiernach – und das Empfangsgebäude anschließend abgerissen.
Nachdem die Güterverkehrsanlagen nach und nach abgebaut wurden, verfügte der Bahnhof bis 2005 über zwei Bahnsteiggleise für den Personenverkehr und das Anschlussgleis zur Muna mit Schutzweiche. 1999 übernahm die Bundeswehr das Munitionsdepot von den britischen Streitkräften und führt die Anlage seitdem als Munitionshauptdepot Wulfen. Da die Zugkreuzungen planmäßig nur noch im nördlich gelegenen Bahnhof Rhade stattfanden, wurde das zweite Hauptgleis im Sommer 2005 entfernt und der Gleistrog verfüllt. Die verbliebenen vier Hauptsignale wurden nach dem Rückbau beibehalten, da das Ausfahrsignal N1 in Fahrtrichtung Borken (Westf) weiterhin als Zielsignal für Zugfahrten zur Muna dient. Deuten war damit definitionsgemäß weiterhin ein Bahnhof, obwohl eine Kreuzung oder Überholung von Zügen nicht mehr möglich ist. Infolge des Rückbaus gab die DB Netz als Betreiber der Infrastruktur das Stellwerk Df am Nordkopf im Jahr 2006 auf und übertrug die Aufgaben des Fahrdienstleiters auf das bisherige Stellwerk Dw. Die Bezeichnung des Stellwerks änderte sich entsprechend. Anfang Dezember 2018 wurde Deuten an das ESTW Coesfeld angeschlossen und betrieblich in einen Haltepunkt umgewandelt. Der Anschluss zur Muna blieb erhalten. Das Stellwerk Df bleibt als Schrankenposten weiter in Betrieb.

## Verkehr

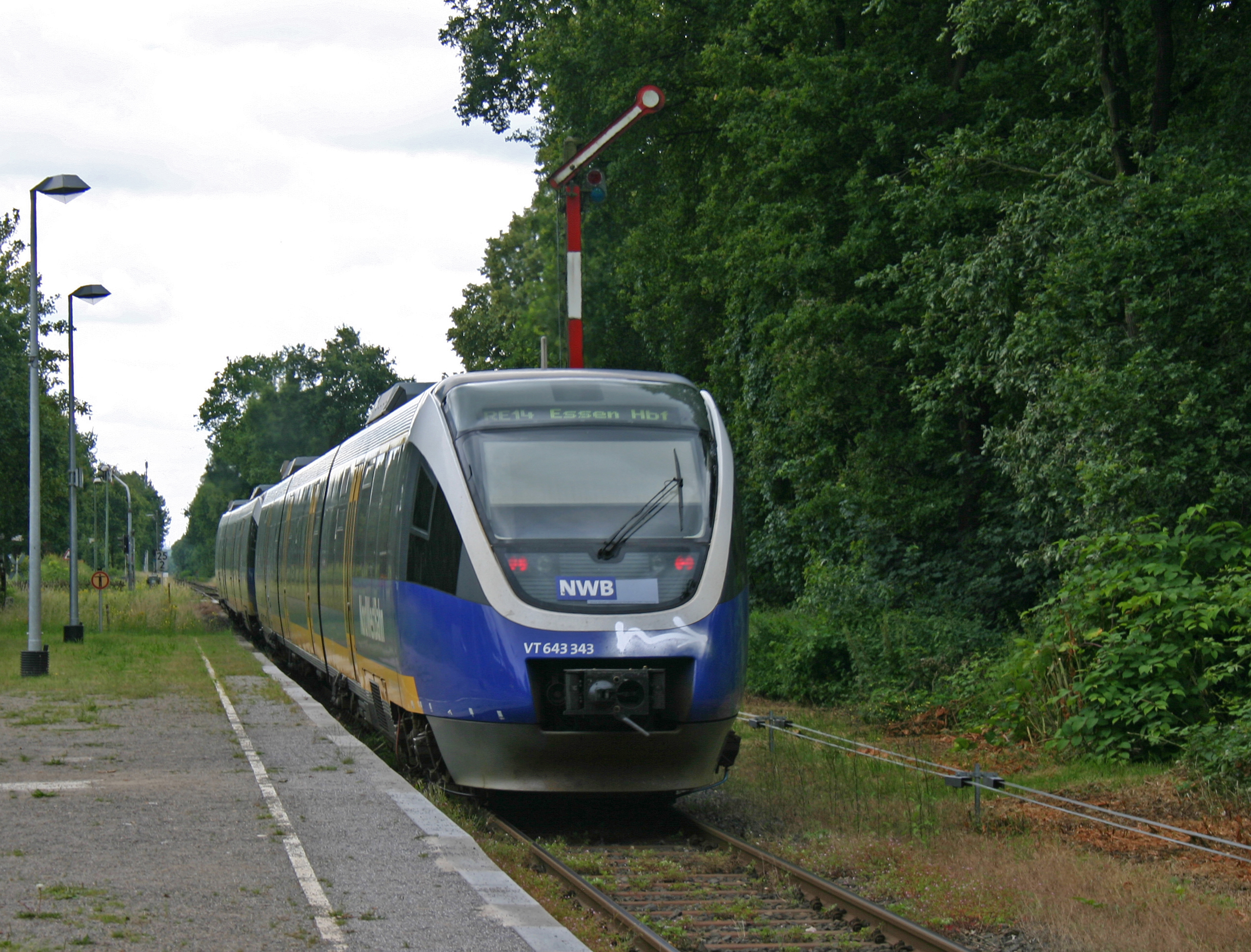
Bahnhof Deuten mit zwei Bombardier Talent als RE14 nach Essen Hbf, 2014

Nach der Eröffnung im Frühjahr 1908 wurde der Bahnhof zunächst von sieben Personenzugpaaren bedient, die eine direkte Verbindung nach Winterswijk, Borken, Dorsten, Wanne und Essen herstellten. Bis zum Ersten Weltkrieg kam ein weiteres Zugpaar hinzu, der Verkehr nach den Niederlanden kam nach Kriegsbeginn aber zum Erliegen. Im Güterverkehr spielten vor allem landwirtschaftliche Erzeugnisse, insbesondere der Milchversand, eine bedeutende Rolle. Hinzu kamen ab 1914 die Verladung von Kies und Grubenholz.
Nach einigen Rückgängen infolge des Krieges und der Besetzung des Ruhrgebiets Anfang der 1920er Jahre steigerte sich das Zugangebot gegen Ende der 1920er Jahre wieder. 1938 integrierte die Deutsche Reichsbahn die Personenzüge in den Ruhrschnellverkehr. Sie setzte täglich 19 Personenzugpaare auf der Strecke ein, womit annähernd stündlich eine Verbindung von Deuten nach Borken, Dorsten und Gelsenkirchen-Bismarck bestand. 1941 wurde der Verkehr aufgehoben und das Angebot in der Folge wieder reduziert. Die Anzahl der haltenden Nahgüterzüge wurde indes nach der Stationierung einer Kleinlokomotive in Rhade für Übergabefahrten reduziert.
Nach dem Zweiten Weltkrieg war infolge der beginnenden Massenmotorisierung ein Rückgang der Zugzahlen zu verzeichnen. Da die Bergwerke zunehmend auf Grubenholz verzichteten und stattdessen Stahlstempel einsetzten, gingen die Versandzahlen in Deuten weiter zurück. Nach einem Brand schloss die Güterabfertigung am 1. Februar 1963. Neben den Personenzügen von Borken über Dorsten nach Wanne-Eickel verkehrten ab 1953 bis Mitte der 1960er Jahre zusätzliche Personenzüge mit Halt in Deuten von Borken über Hervest-Dorsten nach Lippramsdorf. Diese „Buna-Züge“ genannte Verbindung war für die Beförderung der Chemischen Werke Hüls südlich von Lippramsdorf gedacht. Die Zugzahlen erreichten dennoch nicht mehr das Vorkriegsniveau. In den 1980er Jahren prüfte die Deutsche Bundesbahn die Strecke auf ihre Wirtschaftlichkeit. Es kam danach zu einer Rahmenvereinbarung zwischen der Bundesbahn und dem Land Nordrhein-Westfalen, die den Bestand der Strecke vorläufig bis 1997 sicherte. 1987 führte die Bundesbahn den Stundentakt zwischen Borken, Dorsten und Essen beziehungsweise Oberhausen ein.
Die Bedienung erfolgte bis 2006 durch die Deutsche Bundesbahn beziehungsweise DB Regio (Deutsche Bahn). Im Dezember 2006 übernahm die NordWestBahn die als RE14 bezeichnete Linie. Es besteht eine stündliche Verbindung nach Borken, Dorsten, Gladbeck, Bottrop und Essen. Hinzu kommen vereinzelt Militärtransporte vom und zum Munitionsdepot. Für Transporte innerhalb des Depots besitzt die Bundeswehr eine eigene Diesellokomotive vom Typ Deutz KS 230 B.
| Linie | Verlauf | Takt   | Betreiber     |
| ----- | --- | ------ | ------------- |
| RE 14 | Emscher-Münsterland-Express: Borken (Westf) – Marbeck-Heiden – Rhade – Deuten – Hervest-Dorsten – Dorsten – Feldhausen – Gladbeck-Zweckel – Gladbeck West – Bottrop Hbf – Essen-Borbeck – Essen Hbf Stand: Fahrplanwechsel Dezember 2023 | 60 min | RheinRuhrBahn |

Die VRR-Buslinie 295 der WB Westfalenbus GmbH bedient den Bahnhof und bietet Anschlüsse in Richtung Borken und Dorsten.
| Linie   | Verlauf | Takt (Mo–Fr) |
| ------- | --- | ------------ |
| R21 295 | Dorsten ZOB – Frühförderstelle – Marienviertel – Holsterhausen Baldursiedlung – Deuten Mitte – Deuten – Rhade Rütherweg – Rhade Bf – Rhade Ort – Raesfeld-Erle – Raesfeld – Borken Bf Der Abschnitt Dorsten – Raesfeld-Erle ist VRR-Linie 295; sonn- und feiertags Verkehr nur zwischen Raesfeld-Erle und Borken | 60/120 min   |